# آبشار بونیتا

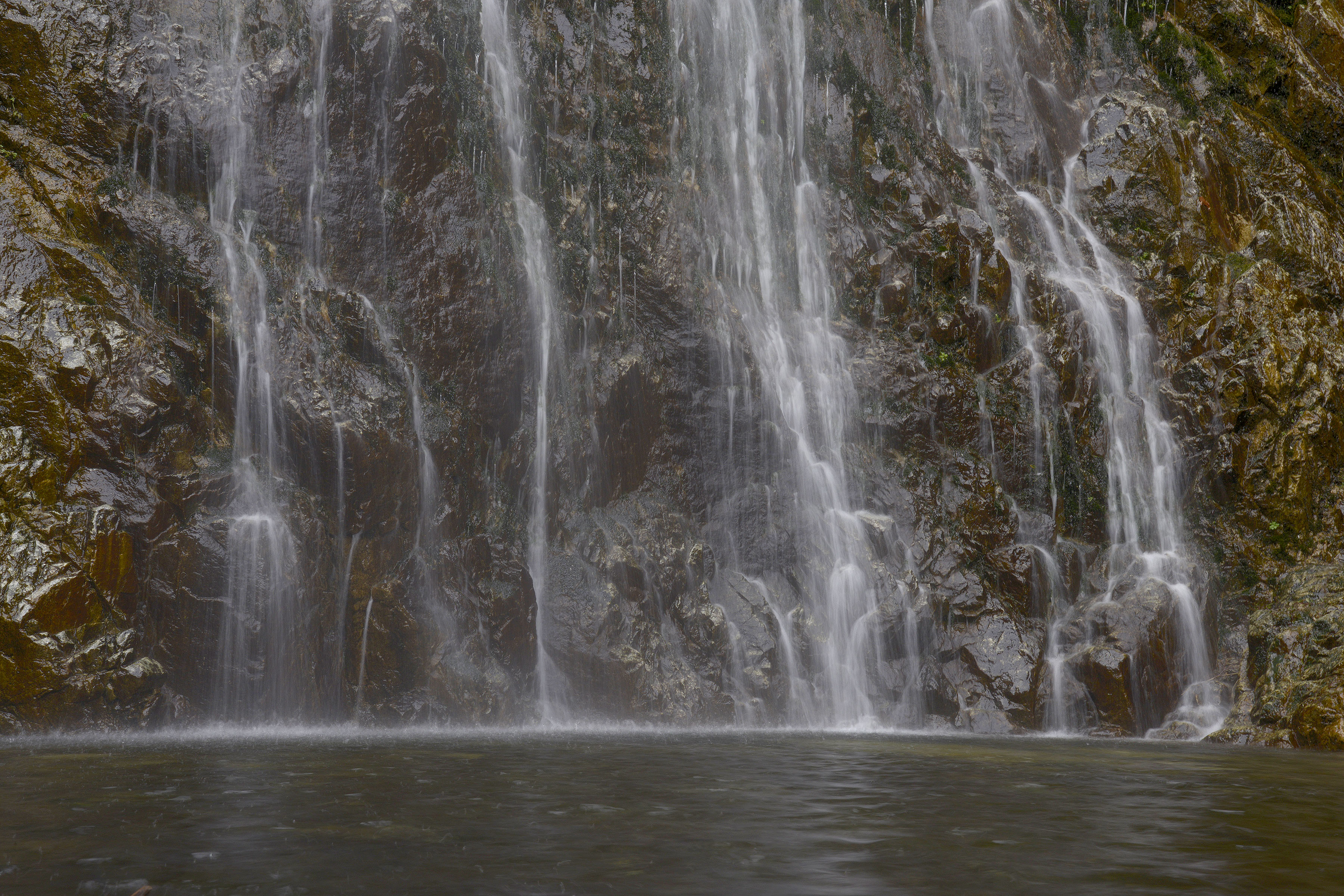
آبشار بونيتا

آبشار بونیتا (به انگلیسی: Bonita Falls) آبشاری است که در جنگل ملی سان برناردینو، شهرستان سن برناردینو، کالیفرنیا، ایالات متحده آمریکا واقع شده و ارتفاع کلی ریزشگاه آن 400 or 495 پا است.